# 1151
| 1151               |
| ------------------ |
| Dødsfald - Fødsler |
|                    |

| Gregoriansk kalender | 1151 MCLI               |
| Ab urbe condita      | 1904                    |
| Armensk kalender     | 600 ԹՎ Ո                |
| Kinesiske kalender   | 3847 – 3848 庚午 – 辛未 |
| Etiopisk kalender    | 1143 – 1144             |
| Jødisk kalender      | 4911 – 4912             |
| Hindukalendere       |                         |
| - Vikram Samvat      | 1206 – 1207             |
| - Shaka Samvat       | 1073 – 1074             |
| - Kali Yuga          | 4252 – 4253             |
| Iransk kalender      | 529 – 530               |
| Islamisk kalender    | 546 – 547               |

Konge i Danmark: Svend 3. Grathe, Knud 5. 1146-1157, Valdemar 1. den Store 1146-1182
Se også 1151 (tal)

## Dødsfald
- Asser Rig